# 島根県立サッカー場
島根県立サッカー場（しまねけんりつサッカーじょう）は、島根県益田市にあるサッカー専用の球技場である。

## 概要
1978年3月に開場した、島根県内初のサッカー専用競技場である。2000年に改修工事が終わり現在の姿となった。
中国社会人サッカーリーグに所属するデッツォーラ島根による準ホームスタジアムとしての利用から、地域のサッカースクールまで幅広いカテゴリで利用されている。また、立正大学淞南高校サッカー部が高円宮杯U-18プレミアリーグを戦う場合においても利用されている。

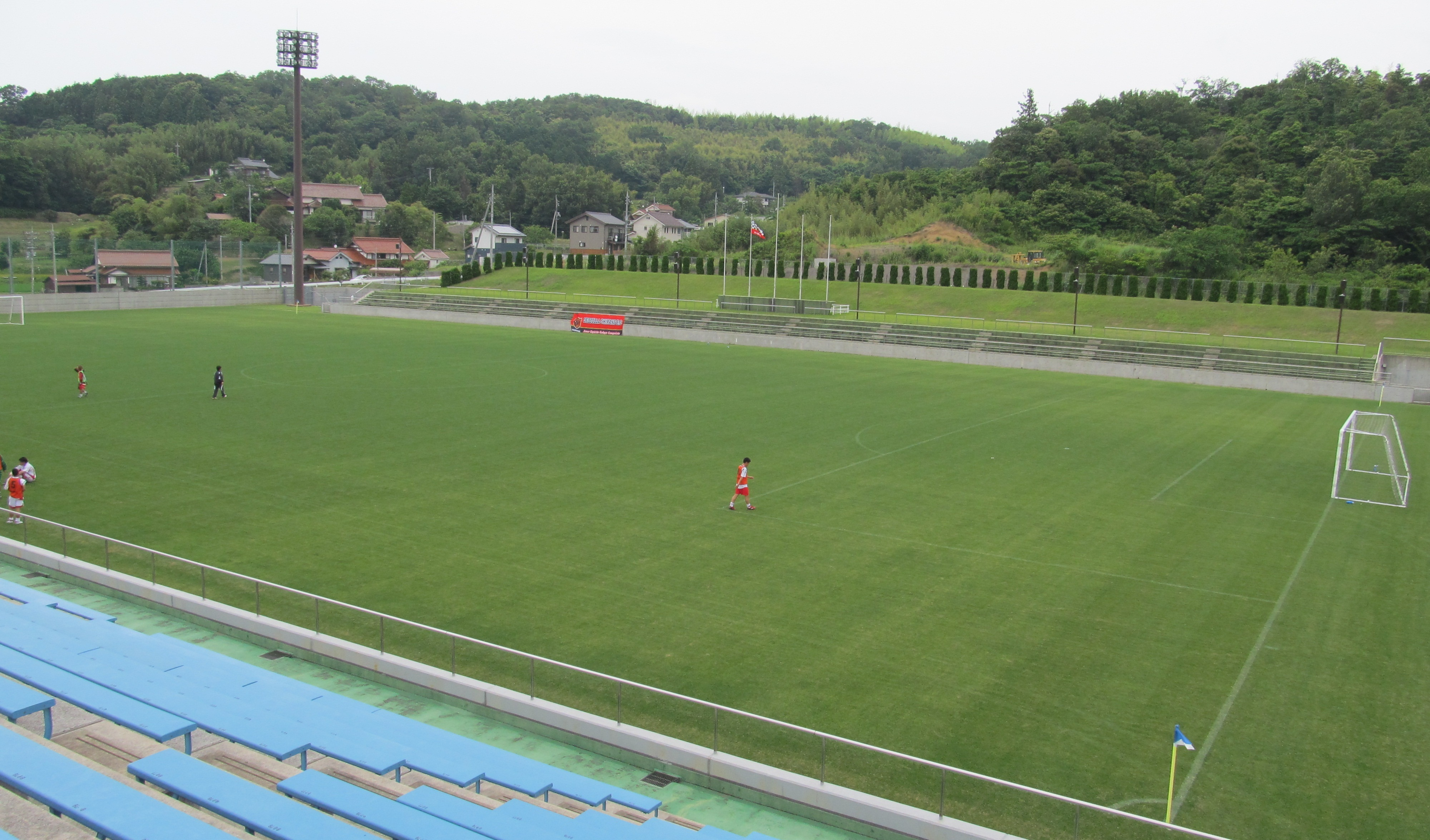
バックスタンド